# 李明先 (清朝)
李明先（?—?），清朝咸丰年间反清领袖，湖南会党。

## 生平
《同治桂陽直隸州志》記載為咸豐年間反清領袖彭運洪的謀主，於於咸豐二年（1852年）春季，先建元洪順，但隨後被桂陽泗州寨陳氏族人陳高飛、陳厚垂等人擒獲，與領袖彭運洪一起被斬。
《中外历史年表》作咸丰三年（1853年）五月，李明先趁太平天国起义的反清，改元洪顺，攻破桂东，响应太平天国。